# پیوتوسور
پیوتوسور (نام علمی: Piveteausaurus) نام یک سرده از کلاد ددپایان است.